# Lugger

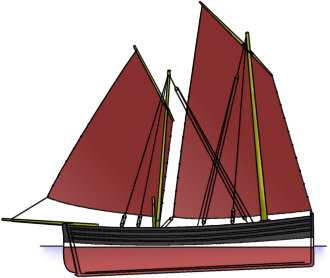
A lugger

A lugger két vagy több árbóccal felszerelt vitorlás hajó, amely a 15. század végén, Anglia és Franciaország atlanti-óceáni partvidékén alakult ki. Hasonlított a kis viking vitorlásra, a kalmarra. Egyetlen árbócát magas, keskeny keresztvitorlával látták el.
Az eredeti lugger nyitott, fedélzet nélküli, keresztvitorla helyett lugger vitorlával felszerelt halászhajó volt. A hajó széllel szemben is tudott haladni, könnyebb volt kezelni a vitorlázatát, mint a latinvitorlásokét.
Később, amikor kereskedelmi és katonai célokra használták, mérete megnövekedett, egyetlen árbócához további két árbóc és orrárbóc csatlakozott. Valamennyi árbóca két lugger vitorlát hordozott, az orrárbócán pedig orrvitorlát kapott. A kitűnő hajózási tulajdonságait a francia kalózok is értékelték. Könnyű őrhajóként is használták.